# Ali Lukunku
Mohammad Mabula Lukunku (dit Ali Lukunku) est un ancien footballeur franco-congolais né le 14 avril 1976 à Kinshasa, évoluant au poste d'attaquant.

## Biographie
Arrivé très jeune en Italie, Lukunku rejoint ensuite la France où il joue dans plusieurs clubs de la région grenobloise (AS Villeneuve, USVO Grenoble, FC Échirolles, Norcap Grenoble, FC Jojo Grenoble).
Il signe son premier contrat professionnel en 1995 à l'AS Valence où il reste deux saisons avant d'être transféré à l'AS Monaco. Il ne percera toutefois jamais sur le Rocher.
Lukunku a connu ses plus belles heures au Standard de Liège. Il disputera près de 150 matches en championnat pour les Rouches, dont une centaine comme titulaire. Au cours de ces rencontres, il marque à 55 reprises. Son passage au Matricule 16 s'est fait sur deux périodes : il y explose tout d'abord entre 1998 et 2003, connaît diverses expériences peu fructueuses (Galatasaray, Lille et La Gantoise) puis revient en bord de Meuse en 2006 où il demeure jusqu'au mercato d'hiver 2008.
En manque de temps de jeu, il est transféré gratuitement au RAEC Mons en janvier 2008 puis recruté six mois plus tard par le FC Erzgebirge Aue (D3 allemande). Malgré une saison honorable, son contrat n'est pourtant pas prolongé à cause du départ du sponsor principal et parce qu'il ne représente plus une solution d'avenir.
Bénéficiant d'un énorme capital sympathie, Ali rentre régulièrement à Liège. Sans club, il s'entraîne d'ailleurs avec le Standard.
Lors de la saison 2011-2012, il évolue au RFC Hannut (1re provinciale liégeoise) puis rejoint Waterloo (au même échelon mais dans le Brabant wallon) le 20 juillet 2013.

## Anecdotes
Ali Lukunku a été contrôlé positif lors d'un test antidopage effectué en 2004 à l'issue d'un match de réserves entre les équipes françaises Pacy et Lille. Le joueur a toujours nié s'être dopé.
Il a aussi été grièvement blessé quand il portait les couleurs de La Gantoise. Pratiquement abandonné par son club, Lukunku intente un procès contre ce dernier.